# Bulbophyllum cylindrocarpum
Bulbophyllum cylindrocarpum är en orkidéart som beskrevs av Charles Frappier och Eugène Jacob de Cordemoy. Bulbophyllum cylindrocarpum ingår i släktet Bulbophyllum och familjen orkidéer.

## Underarter
Arten delas in i följande underarter:
- B. c. andringitrense
- B. c. aurantiacum
- B. c. cylindrocarpum
- B. c. olivaceum